# Fabrizio Peralta
Fabrizio José Peralta Ramírez (Asunción, Paraguay; 2 de agosto de 2002) es un futbolista paraguayo. Juega de pivote y su club actual es Cruzeiro de la Serie A de Brasil. Ha sido internacional con la selección de fútbol de Paraguay.

## Trayectoria

### Inicios
Se formó futbolísticamente en la cantera de Cerro Porteño. Luego de destacarse en el Mundial Sub-17, y sin haber debutado con el primer equipo de Cerro Porteño, fue cedido a préstamo por un año al Flamengo. En este club, integró la lista de buena fe para la Copa Libertadores, aunque no disputó ningún encuentro con la primera división. En su estadía en el equipo carioca, jugó en el Sub-20 siendo campeón del Taça Guanabara.

### Cerro Porteño
Al finalizar el préstamo, Peralta regresó a Cerro Porteño y debutó oficialmente en el 2023, ingresando en la victoria 2 a 0 a Libertad por la fecha 21 del Torneo Clausura. Con el ciclón, jugó el Torneo Clausura 2023, el Torneo Apertura 2024 y la Copa Libertadores 2024.

### Cruzeiro
En junio de 2024, se oficializa el traspaso de Peralta al Cruzeiro, club al que se sumará luego de finalizada su participación en la Copa América.

## Selección nacional

### Categorías inferiores

#### Selección sub-17
En 2019, disputó el Sudamericano Sub-17 disputando todos los partidos con su selección y logrando la clasificación a la Copa Mundial Sub-17 de ese mismo año.

#### Selección sub-18
Peralta integró el proyecto sub-18 de Paraguay, categoría que si bien no tiene competencias oficiales sirve para la formación de las categorías juveniles. En esta categoría disputó dos encuentros amistosos contra Francia en 2019.

#### Selección sub-23
A finales de 2023 e inicios del 2024, Peralta disputó una serie de amistosos con el seleccionado Sub-23, los mismos sirvieron de preparación para el Preolímpico Sudamericano Sub-23. Tuvo una participación destacada en este torneo, en el que el seleccionado nacional logró el título y la clasificación a los Juegos Olímpicos de París 2024. 

### Selección mayor
En 2024, fue citado para los amistosos previos a la Copa América. Su debut con la selección mayor se dio en el amistoso contra Chile, partido en el que jugó los primeros 45 minutos. Finalmente, Peralta integró la lista de 26 convocados para disputar la Copa América. En dicho torneo continental, en el que Paraguay no superó la fase de grupos, no disputó ningún encuentro.

## Estadísticas

### Clubes
- Actualizado al último partido disputado el 5 de junio de 2024.

| Cerro Porteño Paraguay | 1.ª          | 2023         | 15 | 3 | 0 | - | - | - | - | - | - | 15 | 3 | 0 |
| Cerro Porteño Paraguay | 1.ª          | 2024         | 15 | 0 | 2 | - | - | - | 5 | 0 | 2 | 20 | 0 | 4 |
| Cerro Porteño Paraguay | Total club   | Total club   | 30 | 3 | 2 | - | - | - | 5 | 0 | 2 | 35 | 3 | 4 |
| Cruzeiro · Brasil      | 1.ª          | 2024         | -  | - | - | - | - | - | - | - | - | -  | - | - |
| Cruzeiro · Brasil      | Total club   | Total club   | -  | - | - | - | - | - | - | - | - | -  | - | - |
| Total clubes           | Total clubes | Total clubes | 30 | 3 | 2 | - | - | - | 5 | 0 | 2 | 35 | 3 | 4 |
| 1.                     |              |              |    |   |   |   |   |   |   |   |   |    |   |   |

### Selecciones
- Actualizado hasta su último partido disputado el 12 de junio de 2024.

| Selección         | Año             | Amistosos | Amistosos | Amistosos | Eliminatorias | Eliminatorias | Eliminatorias | Continental | Continental | Continental | Mundial | Mundial | Mundial | Total | Total | Total  |
| Selección         | Año             | Part.     | Goles     | Asist.    | Part.         | Goles         | Asist.        | Part.       | Goles       | Asist.      | Part.   | Goles   | Asist.  | Part. | Goles | Asist. |
| ----------------- | --------------- | --------- | --------- | --------- | ------------- | ------------- | ------------- | ----------- | ----------- | ----------- | ------- | ------- | ------- | ----- | ----- | ------ |
| Sub-17 Paraguay   | 2019            | —         | —         | —         | —             | —             | —             | 9           | 3           | 0           | 5       | 0       | 2       | 14    | 3     | 2      |
| Sub-17 Paraguay   | Total           | —         | —         | —         | —             | —             | —             | 9           | 3           | 0           | 5       | 0       | 2       | 14    | 3     | 2      |
| Sub-18 Paraguay   | 2019            | 2         | 0         | 0         | —             | —             | —             | —           | —           | —           | —       | —       | —       | 2     | 0     | 0      |
| Sub-18 Paraguay   | Total           | 2         | 0         | 0         | —             | —             | —             | —           | —           | —           | —       | —       | —       | 2     | 0     | 0      |
| Sub-23 Paraguay   | 2023            | 2         | 0         | 0         | —             | —             | —             | —           | —           | —           | —       | —       | —       | 2     | 0     | 0      |
| Sub-23 Paraguay   | 2024            | 1         | 1         | 0         | 6             | 1             | 0             | —           | —           | —           | —       | —       | —       | 7     | 2     | 0      |
| Sub-23 Paraguay   | Total           | 3         | 1         | 0         | 6             | 1             | 0             | —           | —           | —           | —       | —       | —       | 9     | 2     | 0      |
| Absoluta Paraguay | 2024            | 1         | 0         | 0         | —             | —             | —             | —           | —           | —           | —       | —       | —       | 1     | 0     | 0      |
| Absoluta Paraguay | Total           | 1         | 0         | 0         | —             | —             | —             | —           | —           | —           | —       | —       | —       | 1     | 0     | 0      |
| Total selección   | Total selección | 6         | 1         | 0         | 6             | 1             | 0             | 9           | 3           | 0           | 5       | 0       | 2       | 26    | 5     | 2      |
| 1. 2. 3.          |                 |           |           |           |               |               |               |             |             |             |         |         |         |       |       |        |